# 하행미
하행미(夏行美, ?~?)는 발해 출신의 요나라 관료이다.

## 생애
발해 출신인 그는 요나라의 발해태보로서 보주(保州)를 지키는 일을 맡고 있었는데, 대연림이 몰래 사람을 보내서 흥료국 건국에 대한 협조와 통수 야율포고(耶律蒲古)를 죽이도록 권했지만 그는 이 사실을 야율포고에게 보고해 야율포그는 흥료국의 병사 100여 명을 죽이 동쪽 길을 끊어냈다.
하행미는 이 공으로 동정사문하평장사(同政事門下平章事)를 받으며, 1030년에는 충순군절도사(忠順軍節度使), 1048년에는 부부서(副部署)의 자리에 올랐다.